# Volders
Volders es un municipio austriaco en el distrito de Innsbruck-Land, en el estado federado de Tirol. Se encuentra a 12 kilómetros al este de Innsbruck, al sur del río Eno. A la entrada del pueblo está el Volderer See (Lago de Volders). Otros lugares turísticos son los Castillos de Friedberg y Aschach y la iglesia de San Carlos (Karlskirche).

Volders
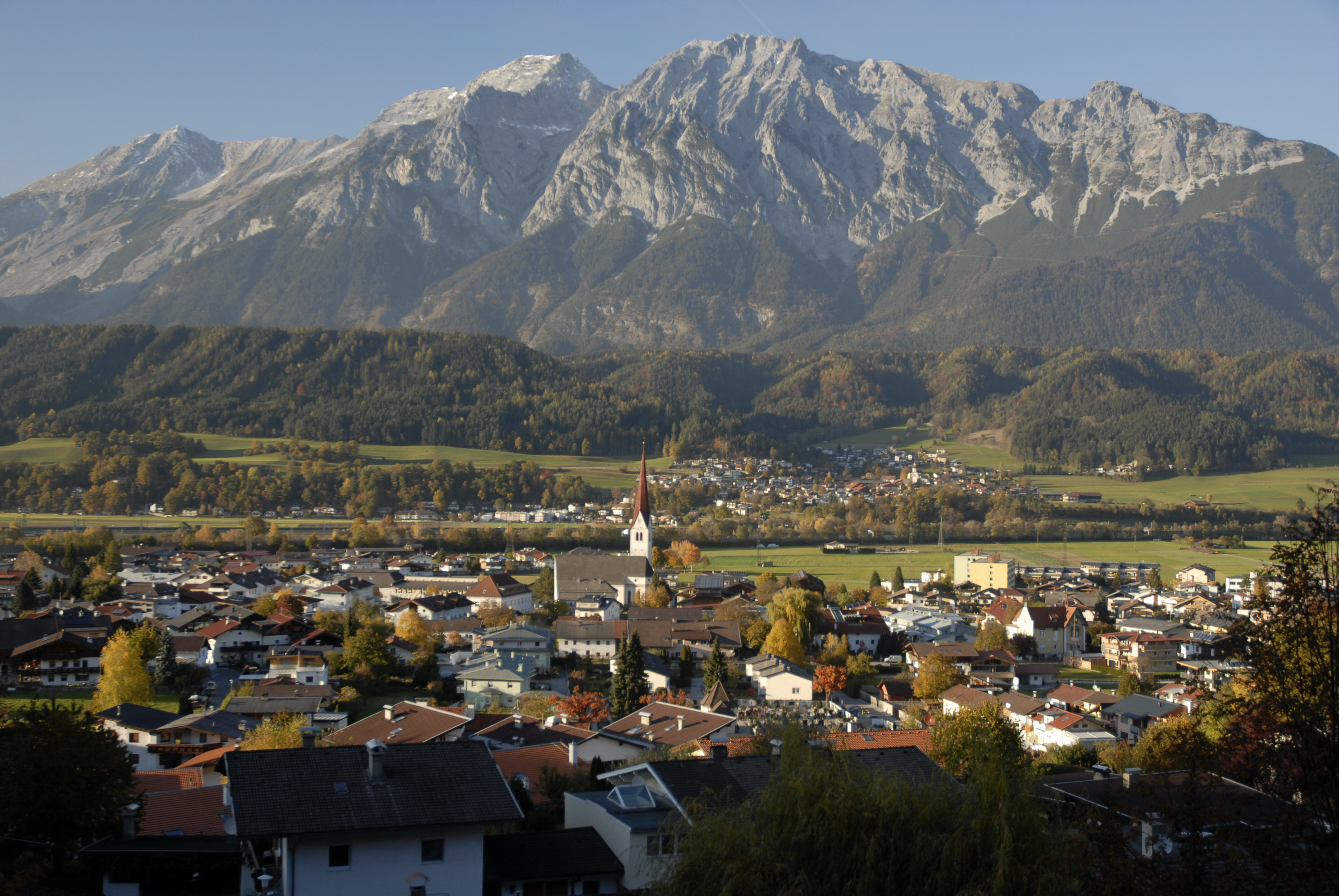
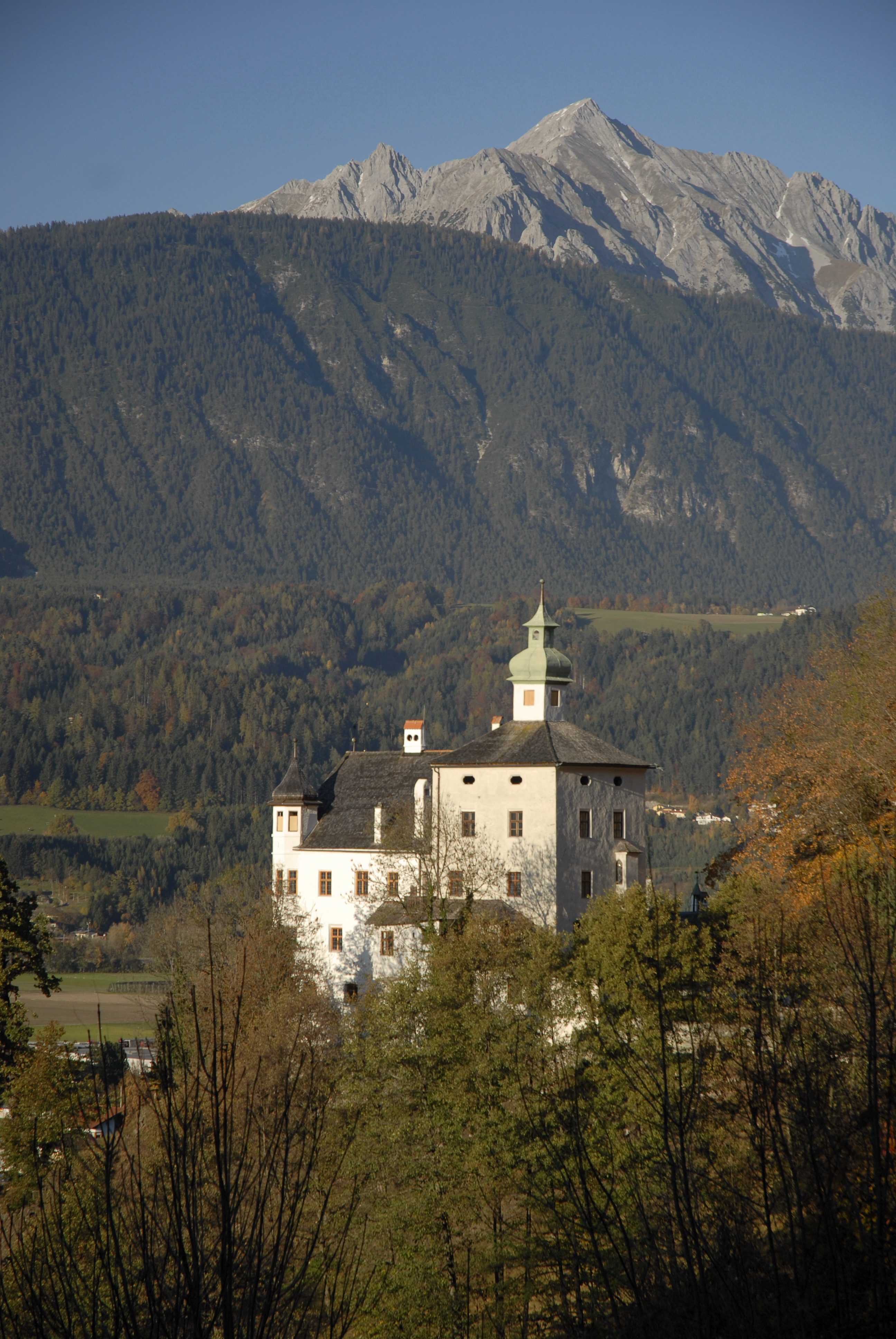
Castillo de Aschach
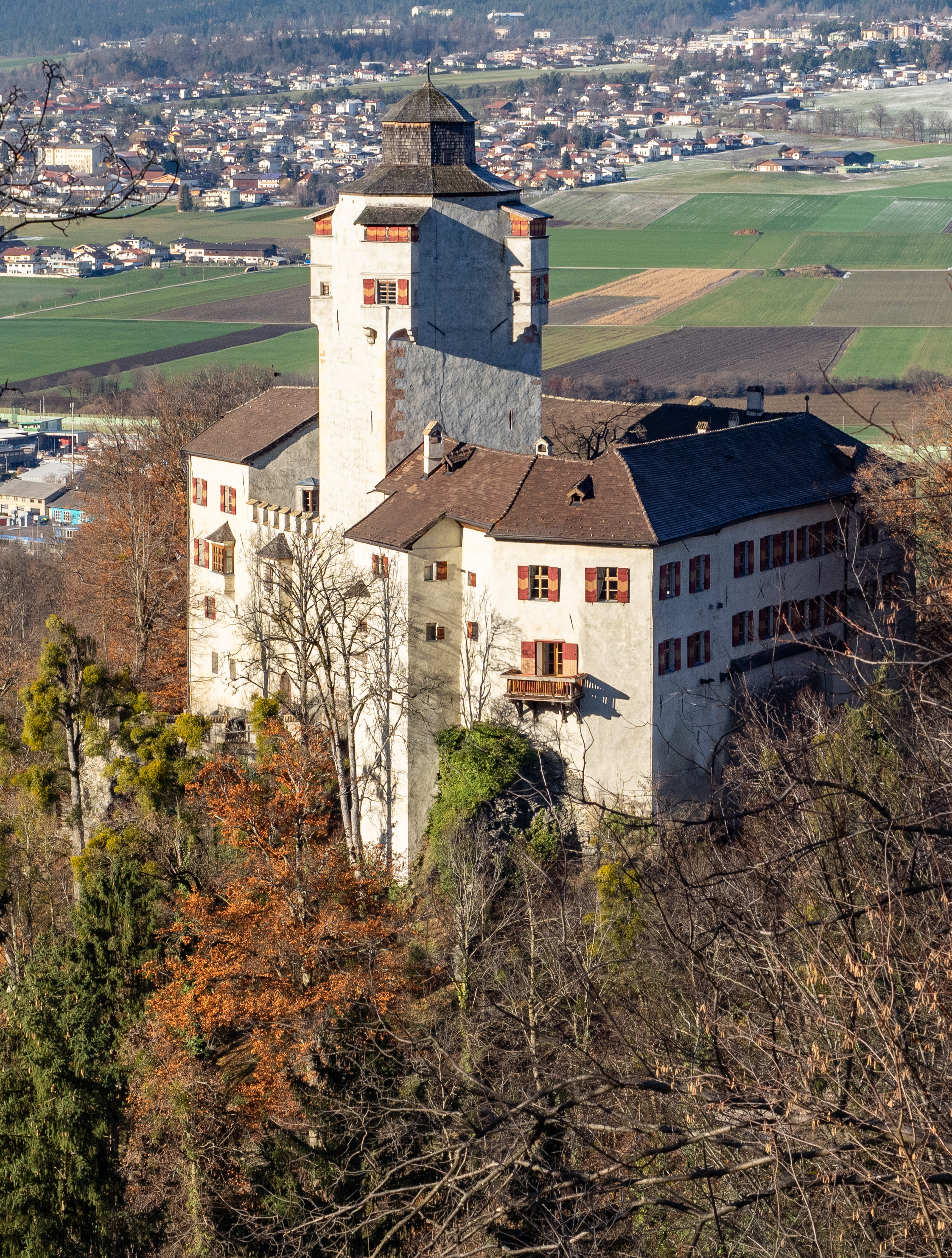
Castillo de Friedberg
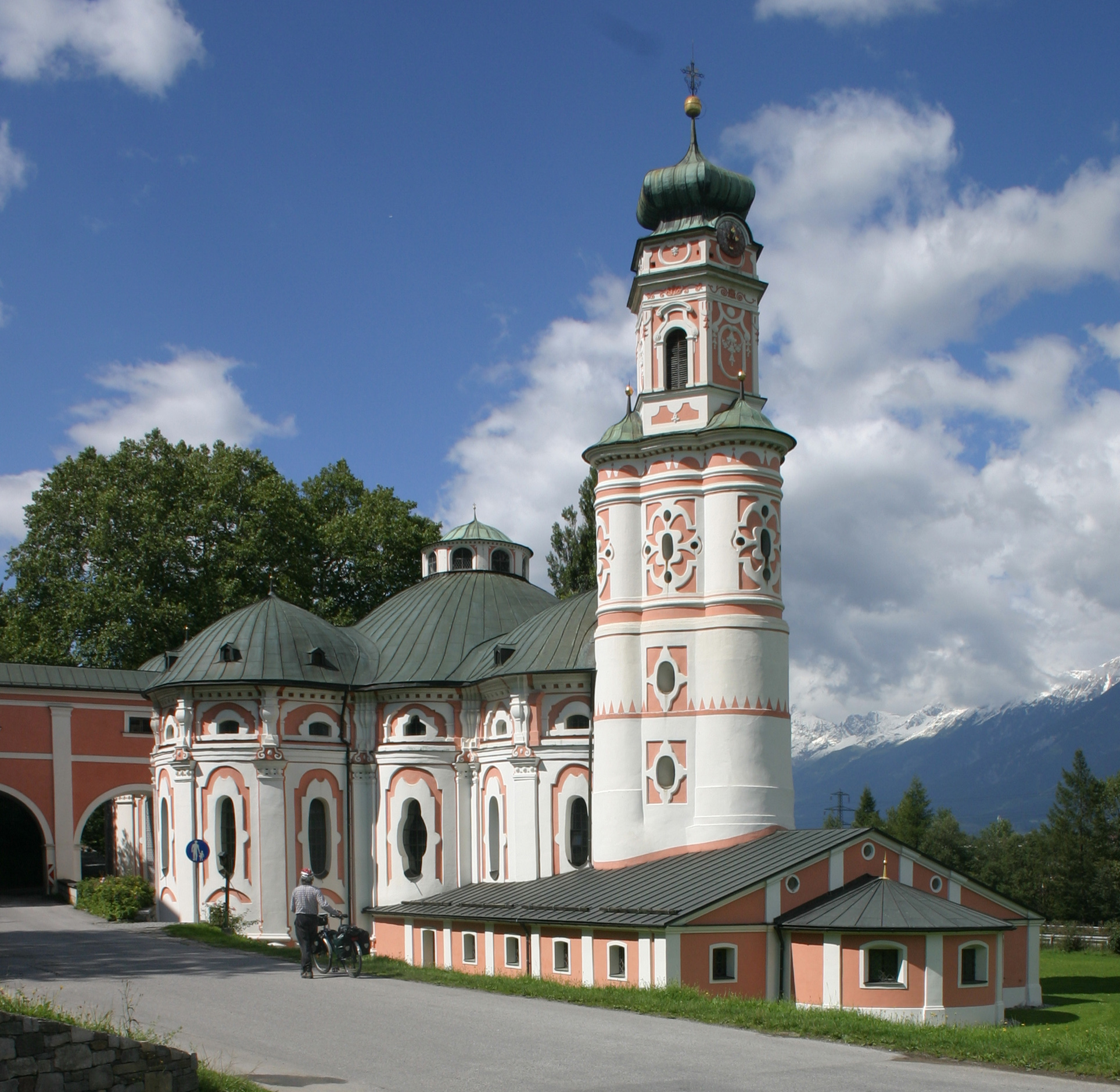
San Carlos Borromaeus
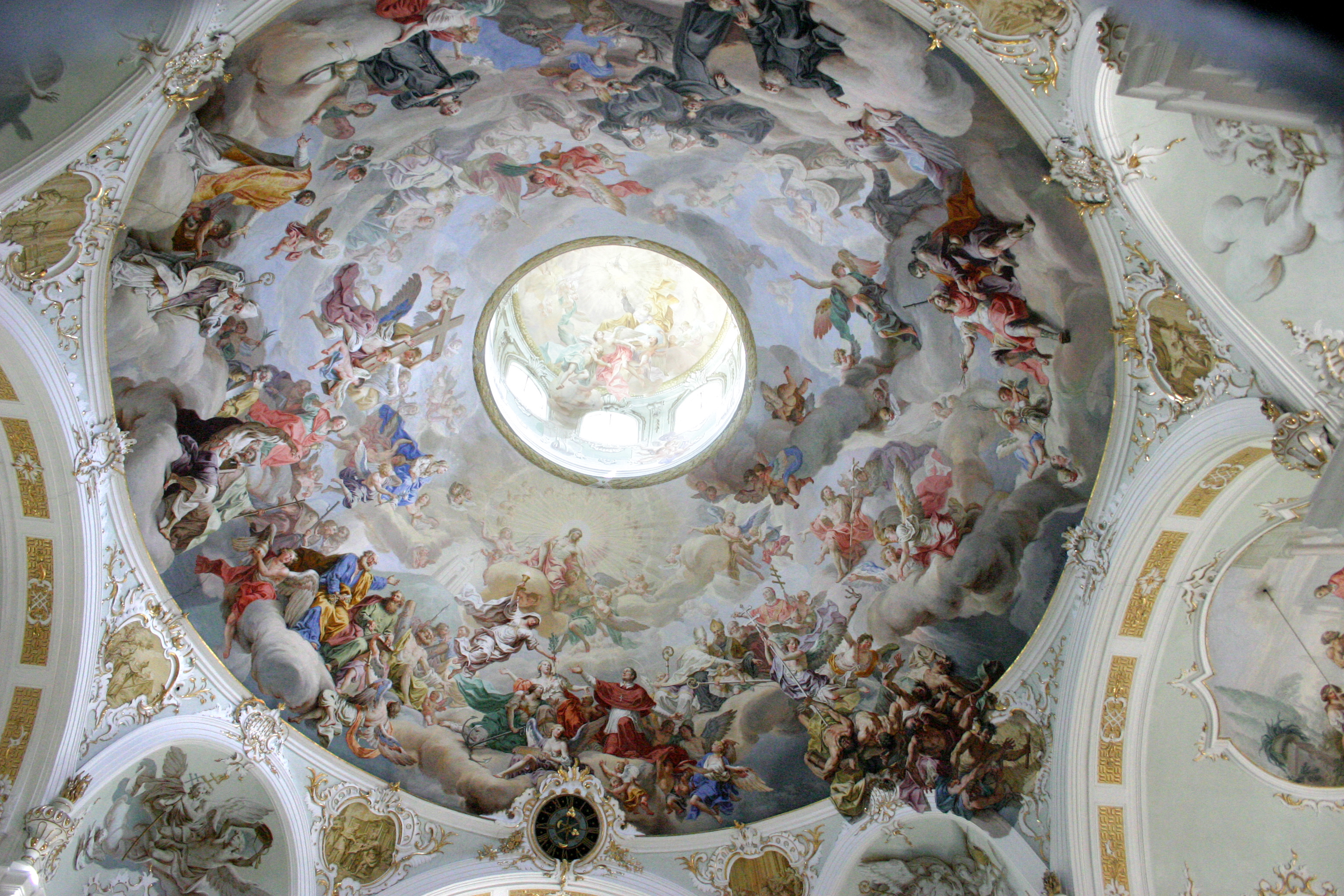
San Carlos Borromaeus
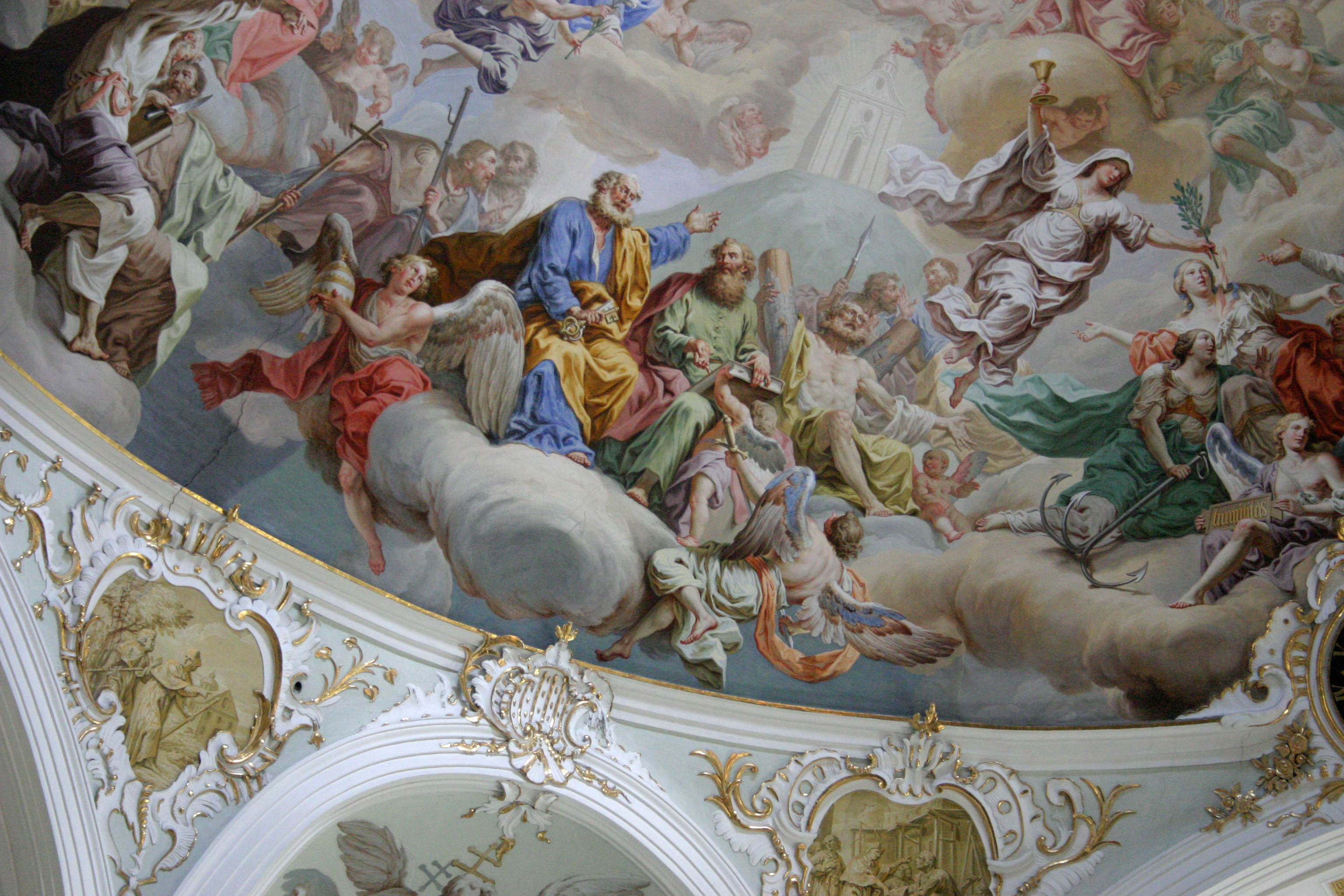
San Carlos Borromaeus
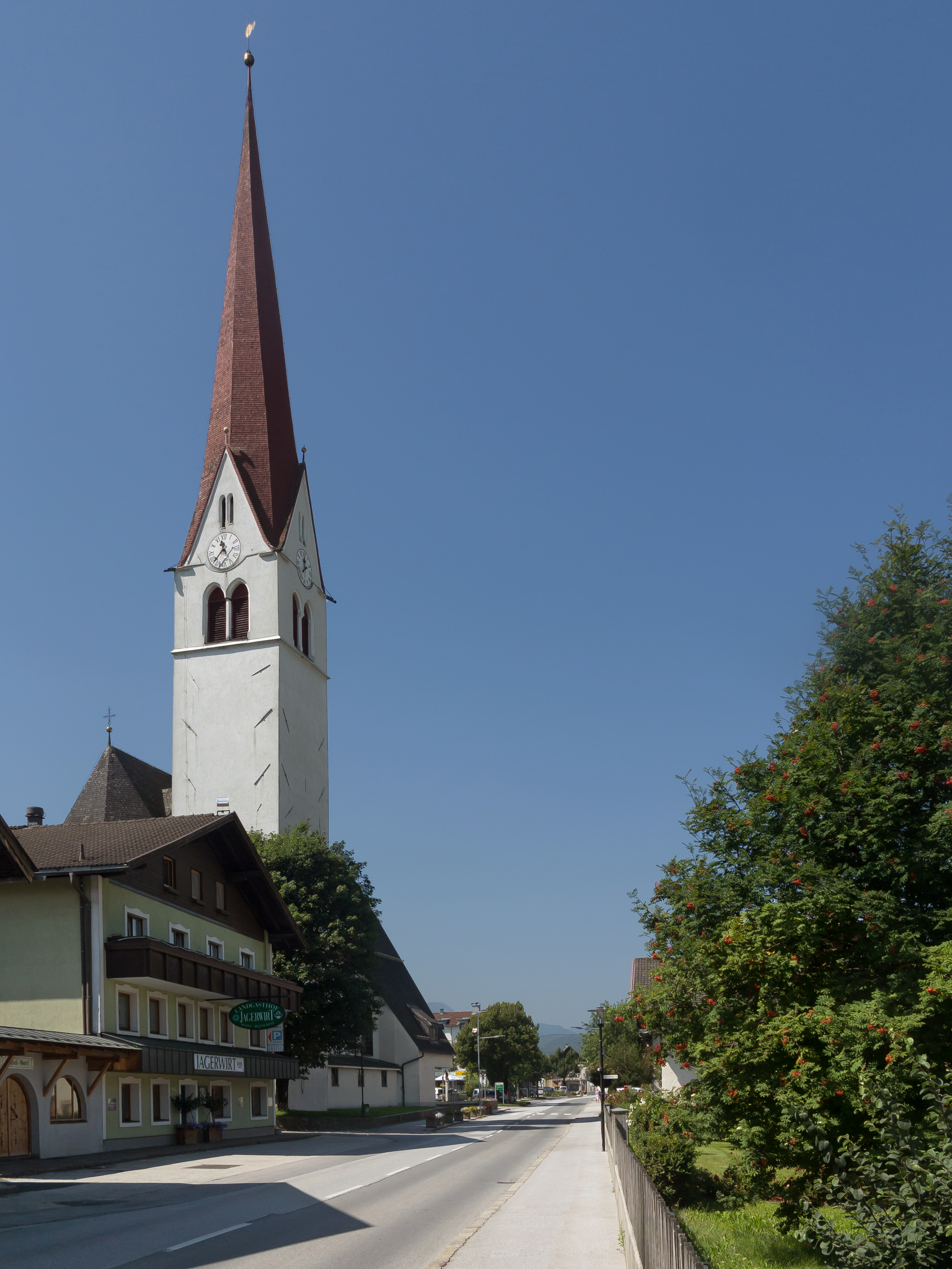
Iglesia (Pfarrkirche Sankt Johannes der Täufer) en Volders